# 칼국수
칼국수(문화어: 칼제비국)는 손으로 밀가루를 반죽하여 칼로 잘라 만든 국수이자, 이 면을 조개, 닭, 사골과 같이 해산물, 육류 등으로 낸 육수에 익혀 먹는 한국 요리이다. 면을 육수와 함께 끓여내 국물에 전분기가 묻어나는 것이 특징이다.

## 역사
조선시대에 국수는 양반들만 먹을 수 있는 고급 음식이었다. 일반 서민들은 평소에는 국수를 먹지 못했으며, 결혼식과 같은 특별한 날에만 잔치국수를 먹었다. 이는 장수의 의미로 받아들여졌다. 1934년 발간된 '간편조선요리제법'에 칼로 썰어 만드는 국수의 조리법이 나와 있는데, 끓는 물에 삶아 내어 냉수에 헹구고 다시 맑은 장국을 붓고 고명을 얹어서 먹는 음식이 소개되고 있지만, 국수를 헹구지 않는 지금의 칼국수 조리법과는 다르다. 한국전쟁시에 미국에서 밀가루가 대량으로 구호식량으로 한국에 들어왔다. 이를 이용해 부엌에서 간단히 칼로 밀가루 반죽을 잘라서 국수를 해먹을 수 있는 칼국수가 전국적으로 널리 퍼지게 되었다.

## 종류
- 제물칼국수 : 국수와 재료를 육수에 함께 넣고 끓인 칼국수. 국수에 간이 배지만 면이 거칠어지는 단점이 있다.
- 쑥칼국수 : 제면을 할 때 쑥을 넣어서 면을 만든 칼국수. 육수는 주로 멸치 우린 물을 쓴다.
- 녹두칼국수 : 삶은 녹두를 으깨어 체에 쳐서 면 반죽에 넣는다.
- 바지락칼국수: 바지락을 넣고 여러가지 해물을 넣어 만든 칼국수이다.
- 멸치칼국수 : 멸치 육수로 만든 칼국수이다.
- 해물칼국수 : 새우.홍합.여러가지 해물을 넣고 만든 칼국수이다.
- 팥칼국수 : 팥을 넣고 팥을 불려서 만든 칼국수이다.
- 들깨칼국수 : 들깨가루를 넣고 끓여서 만든 칼국수이다.
- 장칼국수 : 고추장, 된장 등의 장을 넣고 끓여서 칼국수이다.
- 미역칼국수 : 미역국으로 칼국수이다.
- 육칼국수 : 육개장에 칼국수 면을 넣어서 만든 칼국수이다.
- 닭칼국수 : 닭육수로 만든 칼국수이다.
- 잣칼국수 : 잣죽에 칼국수 면을 넣어서 만든 칼국수이다.
- 사골칼국수 : 사골 국물에 칼국수 면을 넣어서 만든 칼국수이다.

## 사진

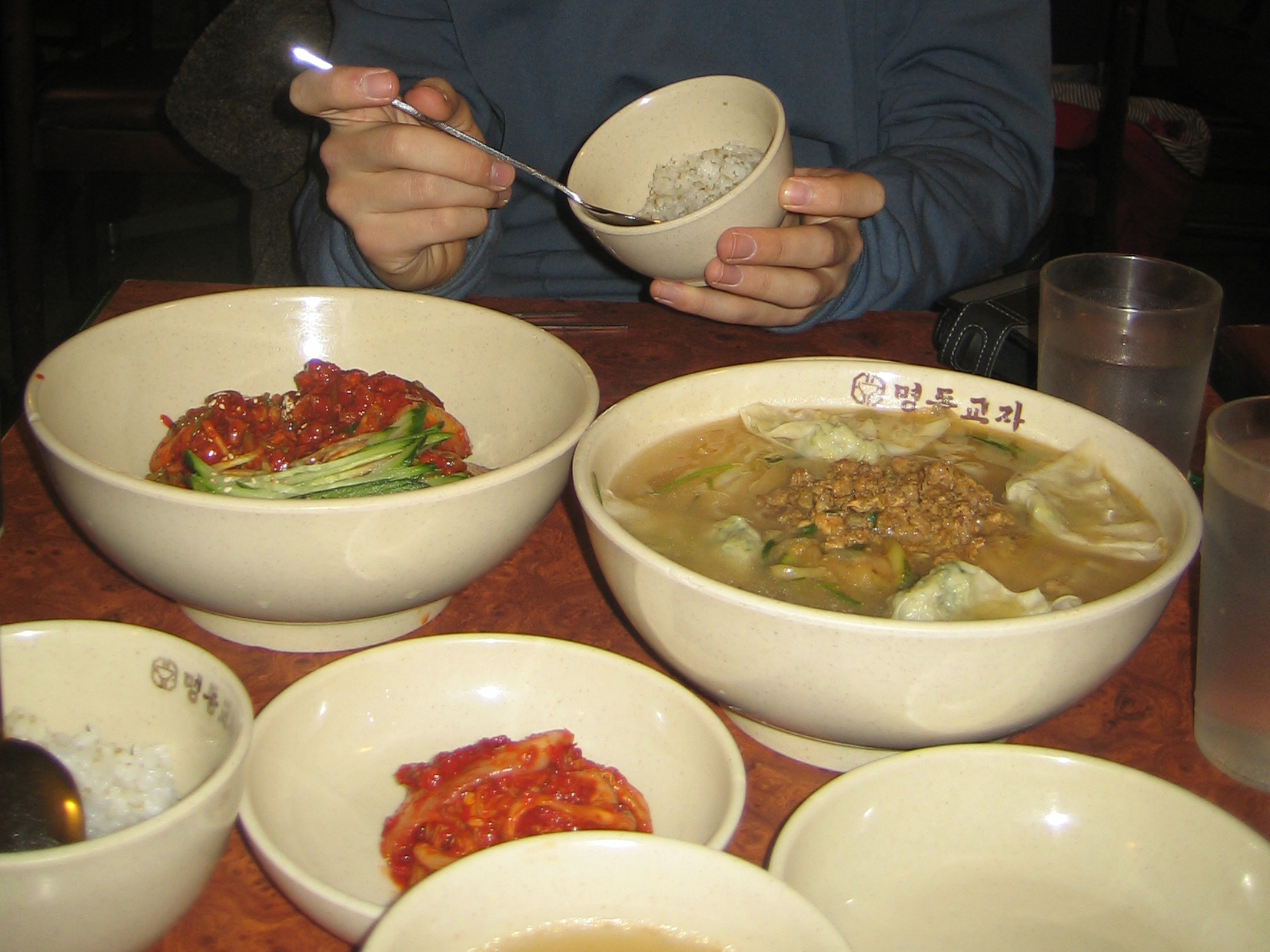
고기칼국수
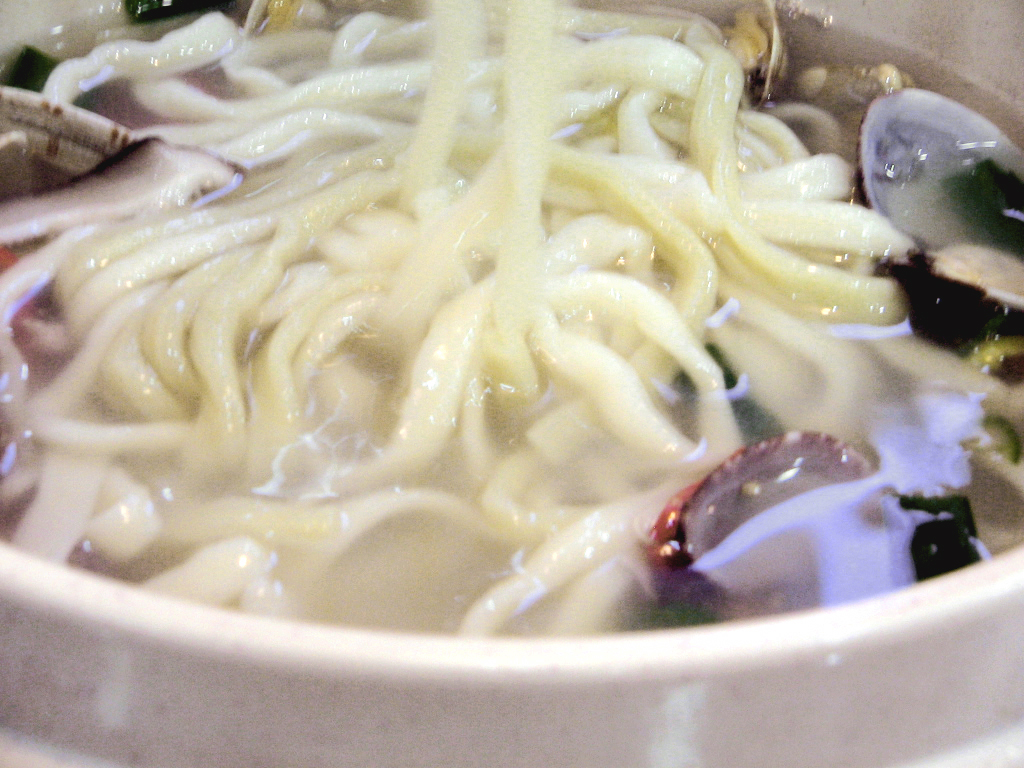
해물칼국수
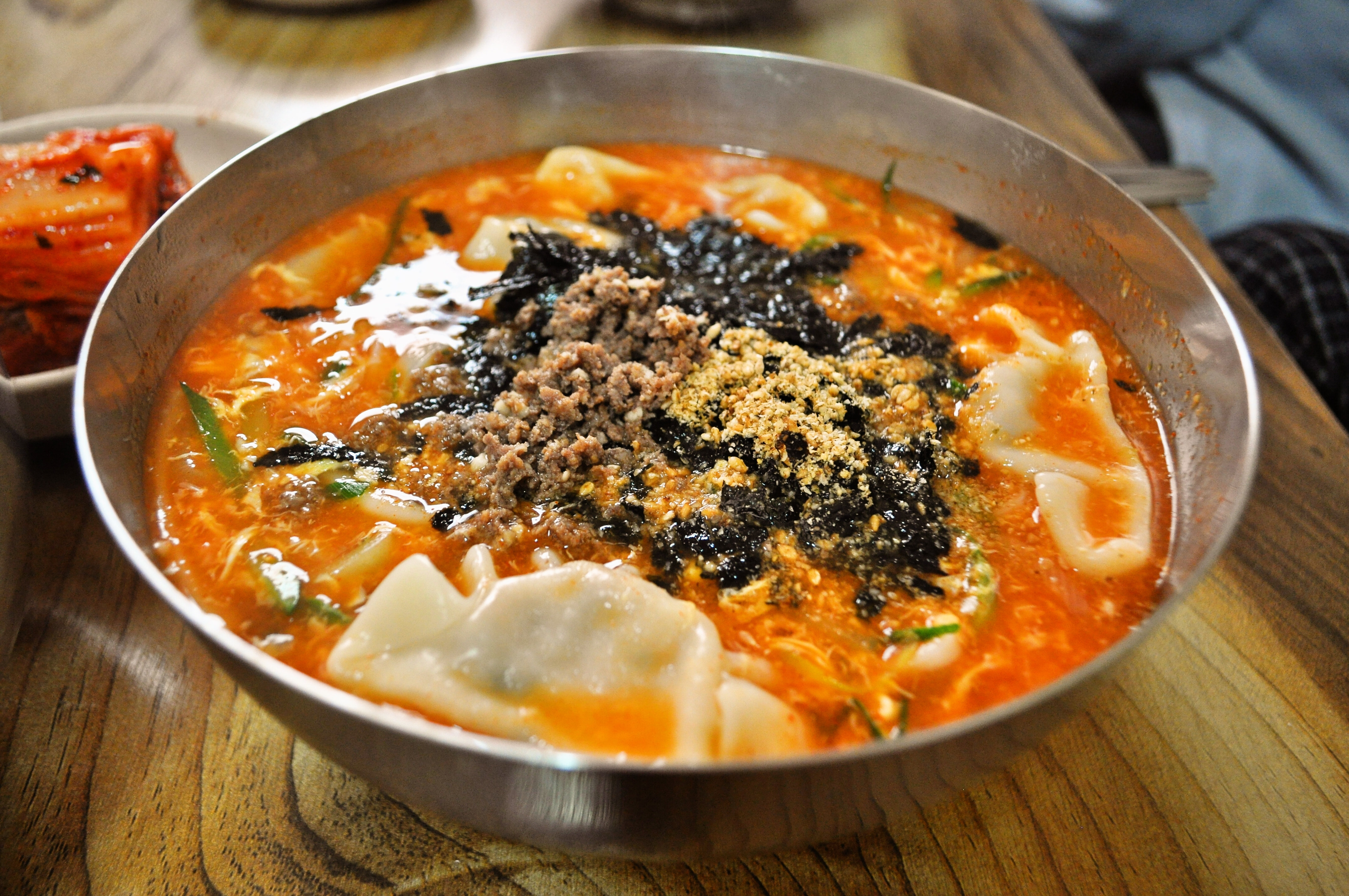
만두가 들어간 장칼국수
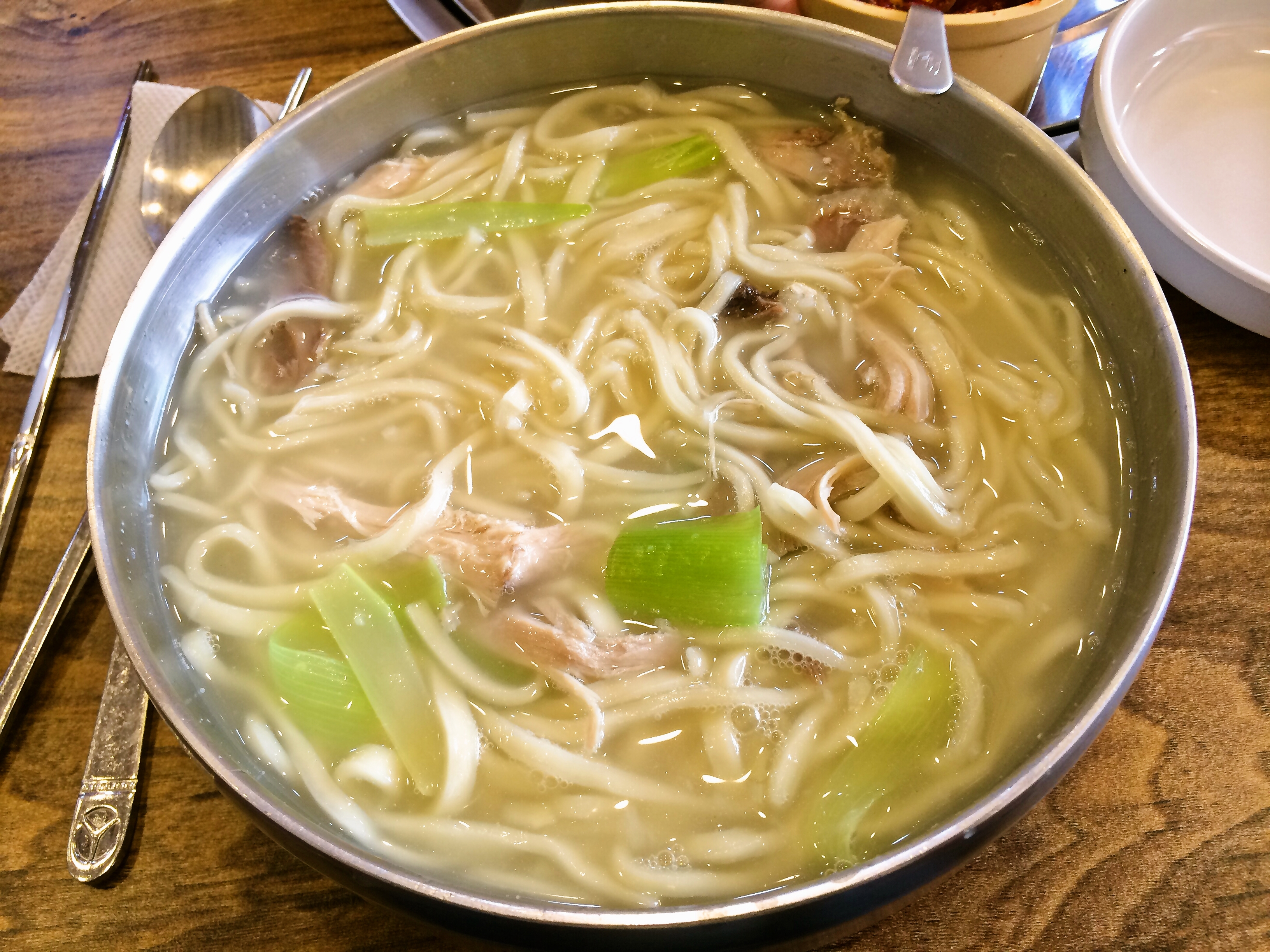
닭칼국수
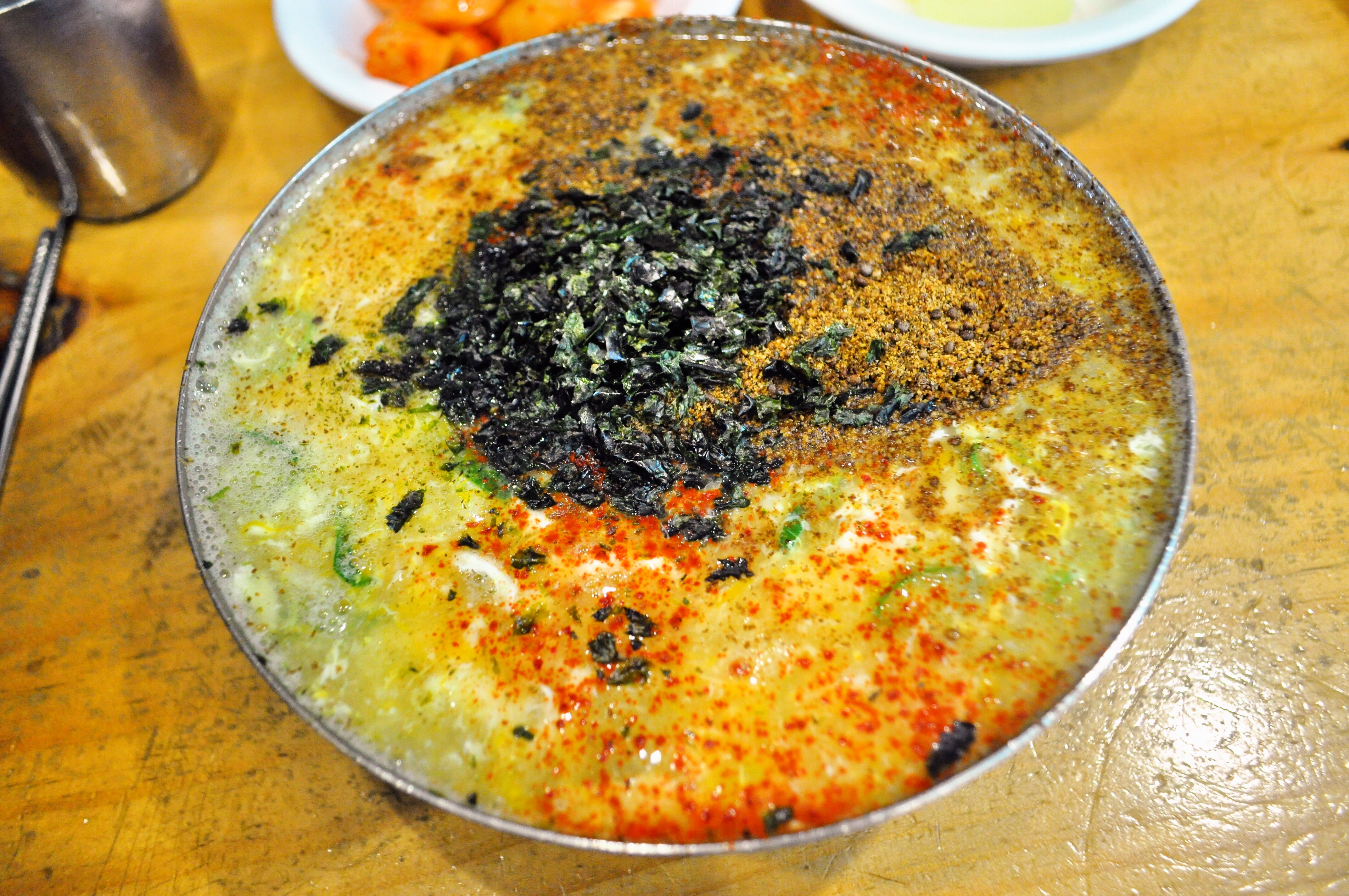
들깨칼국수
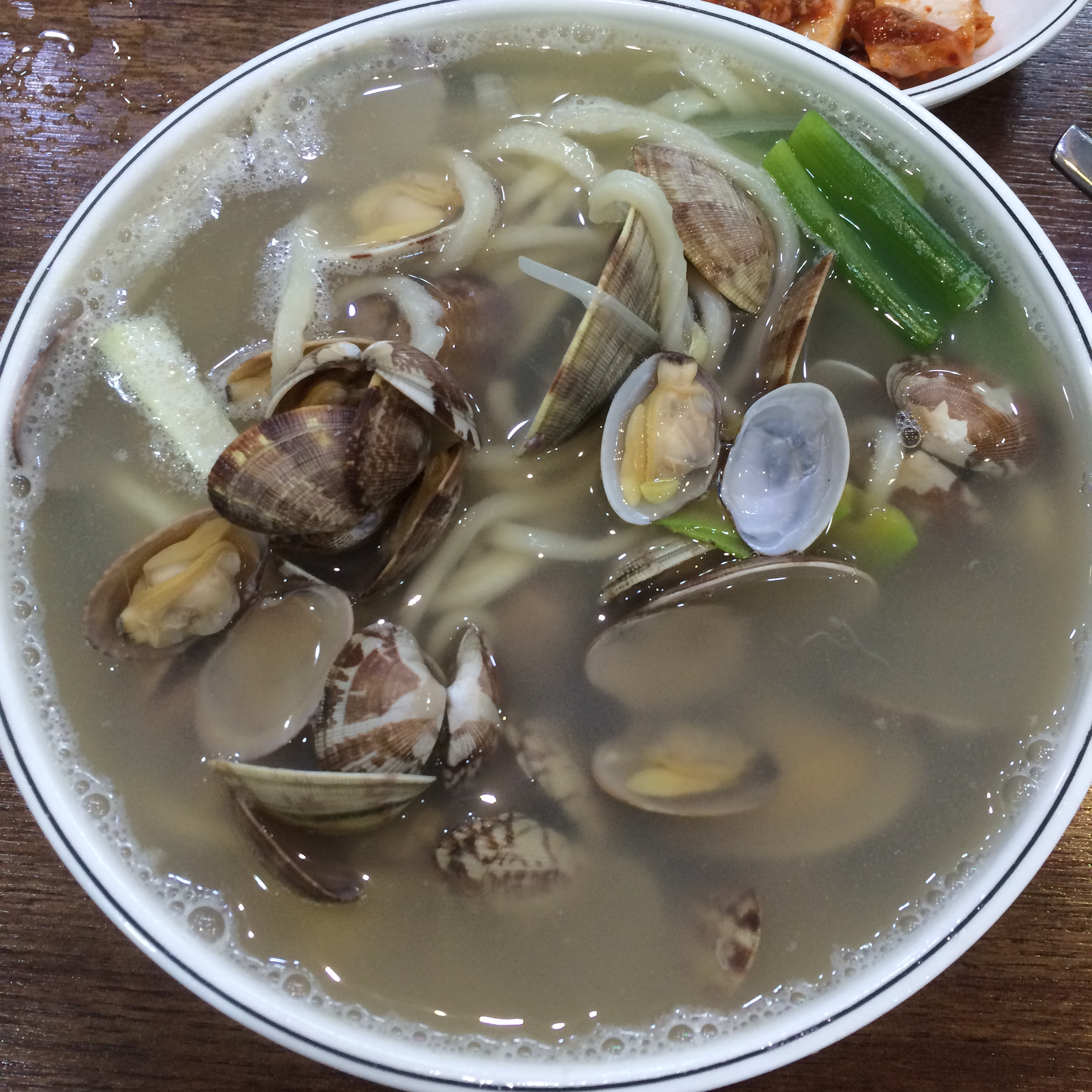
바지락칼국수1
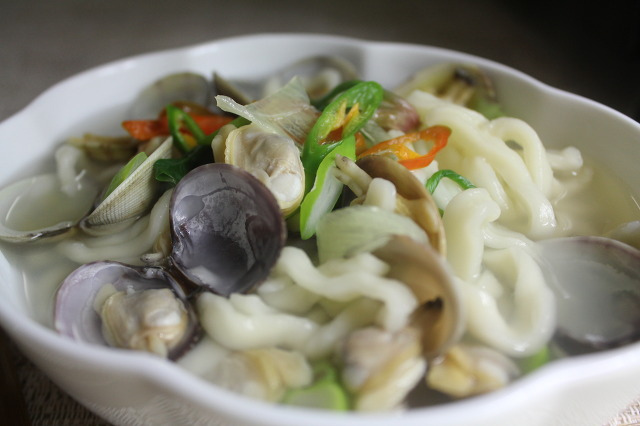
바지락칼국수2
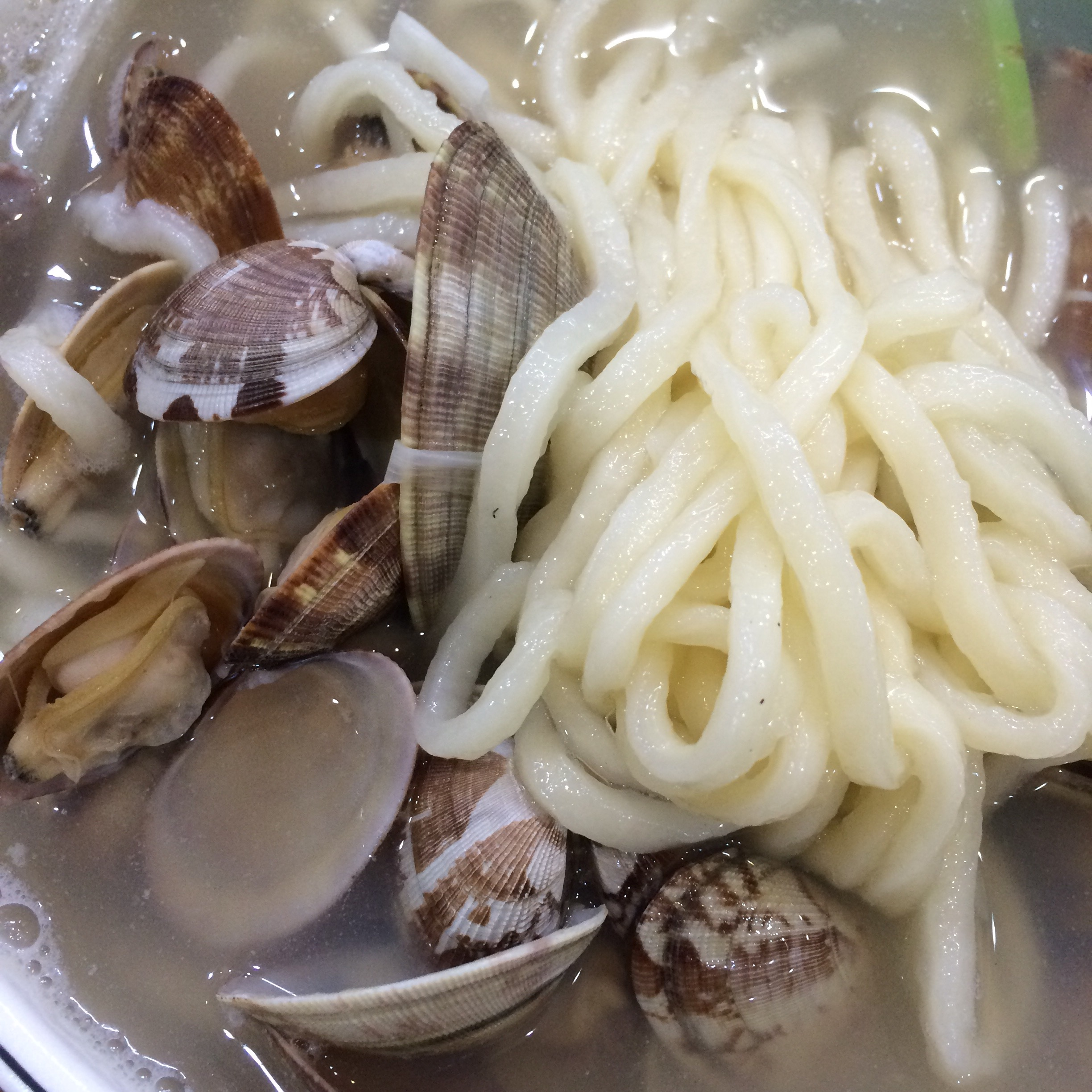
바지락칼국수3

## 같이 보기
- 수제비
- 한국의 국수
  - 잔치국수
  - 막국수
  - 콩국수
  - 팥칼국수
  - 장칼국수
  - 닭칼국수
  - 김치말이국수
  - 비빔국수
  - 초계국수